# Verines (España)
Verines (llamada oficialmente Santa María de Verís) es una parroquia del municipio de Irijoa, en la provincia de La Coruña, Galicia, España.

## Entidades de población
Entidades de población que forman parte de la parroquia:
- Cabana (A Cabana)
- Carreira (A Carreira)
- La Iglesia (A Igrexa)
- Pena do Carro (A Pena do Carro)
- Ascabanas (As Cabanas)
- Estrigueiras (As Estrigueiras)
- Jesta (A Xesta)
- Cabanas
- Campoade
- Cantarabá
- Caselas
- Ferreiros
- Lousada (Lousada de Abaixo)
- Manide
- Bao (O Vao)
- Campelo (O Campelo)
- Casaldarrique (O Casaldarrique)
- Piñeiro (O Piñeiro)
- Pirineo (O Pirineo)
- Requeijo (O Requeixo)
- Peijoanes (Peixoanes)
- Quintá
- Rebón
- Reción
- Sanjeo (Sanxeo)
- Vilasusá
- O Campo
- Carballido
- O Carballo
- O Carneiral
- O Castelo
- Ferrador
- A Fraga Redonda
- As Frévedas
- Lousada de Arriba

## Despoblados
- Ensalde
- Garrida (A Garrida)

## Demografía
| Gráfica de evolución demográfica de Verines entre 2000 y 2018 |
|                                                               |
| Población de derecho según el padrón municipal del INE        |